# 짧은반지름

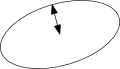
타원의 짧은반지름

짧은반지름은 타원과 쌍곡선의 변수이다.

## 타원
타원에서 짧은반지름은 두 초점을 지나는 선분을 수직이등분하는 짧은지름의 절반이다.

긴반지름 {\displaystyle a}, 짧은반지름 {\displaystyle b}인 타원
{\displaystyle {\frac {(x-h)^{2}}{a^{2}}}+{\frac {(y-k)^{2}}{b^{2}}}=1;\,\!}
에서 이심률 {\displaystyle e}는
{\displaystyle b=a{\sqrt {1-e^{2}}}\,\!}
이 된다.